# Erastus Brigham Bigelow
Erastus Brigham Bigelow (West Boylston, 2 de abril de 1814 — Boston, 6 de dezembro de 1879) foi um inventor estadunidense. Inventou a máquina de tecelagem.

## Carreira
Em 1839, ele contratou a produção de um tear mecânico capaz de tecer tapetes de fibra dupla, como os que até então eram tecidos exclusivamente pelo tear manual, que produzia apenas oito jardas por dia. Com seu primeiro tear conseguiu obter dez ou doze jardas por dia, que foram aumentando por meio de melhorias até obter regularmente um produto de vinte e cinco jardas. Posteriormente, ele inventou um banheiro elétrico para tecer "Bruxelas" (ou seja, tapeçaria pictórica) e tapetes de tapeçaria de veludo, sua invenção mais importante, que atraiu muita atenção na Feira Mundial de Londres em 1851. A cidade de Clinton, Massachusetts, deveu-lhe o seu crescimento e importância manufatureira, pois continha as obras de rendas de carruagens, a Lancaster Quilt Company e a Bigelow Carpet Company, todas elas resultados diretos de sua capacidade inventiva. O tear de tapetes tornou seu nome amplamente conhecido.
Bigelow e seu irmão Horatio são creditados com a fundação da cidade de Clinton, que originalmente fazia parte da cidade de Lancaster. Bigelow foi eleito membro da Boston Historical Society em abril de 1864, e em 1869 apresentou a essa sociedade seis grandes volumes intitulados Inventions of Erastus Brigham Bigelow patenteados na Inglaterra de 1837 a 1868 nos quais foram reunidas as especificações impressas de dezoito patentes concedidas a ele na Inglaterra. Ele foi eleito membro da American Academy of Arts and Sciences em 1866.

Em 1862 Bigelow formulou um esquema de tributação uniforme para os Estados Unidos por meio de selos, e publicou The Tariff Question, considered in regard to the Policy of England and the Interests of the United States (Boston, 1863).